# Blackford Hill
Blackford Hill est une colline située à Édimbourg, la capitale de l'Écosse. Elle culmine à 164 mètres au sud de la ville, entre Morningside et Braid Hills. Avec l'Ermitage de Braid, elle fait partie de la réserve naturelle locale de Blackford Hill (60 hectares) dans laquelle se trouve également Hermitage House.

## Géographie

### Situation

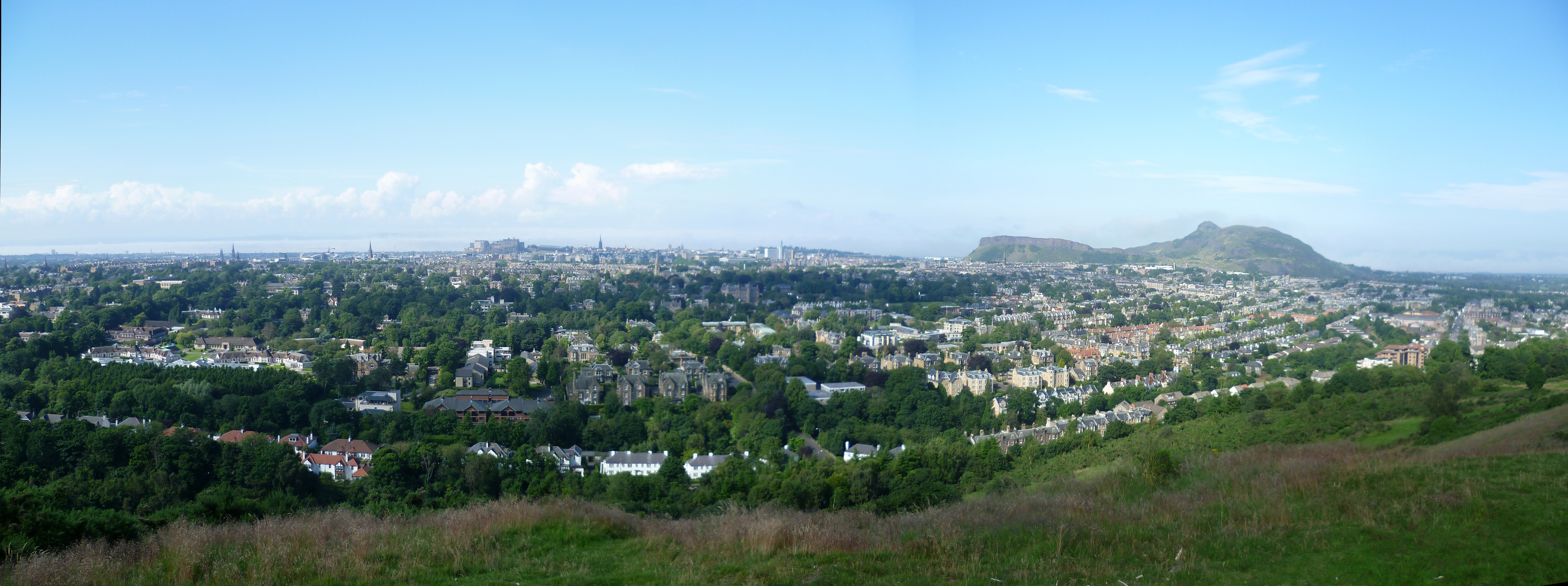
Vue panoramique d'Édimbourg depuis Blackford Hill.

Depuis la colline, un point de vue panoramique s'offre sur Édimbourg au nord et sur les collines de Pentland au sud.

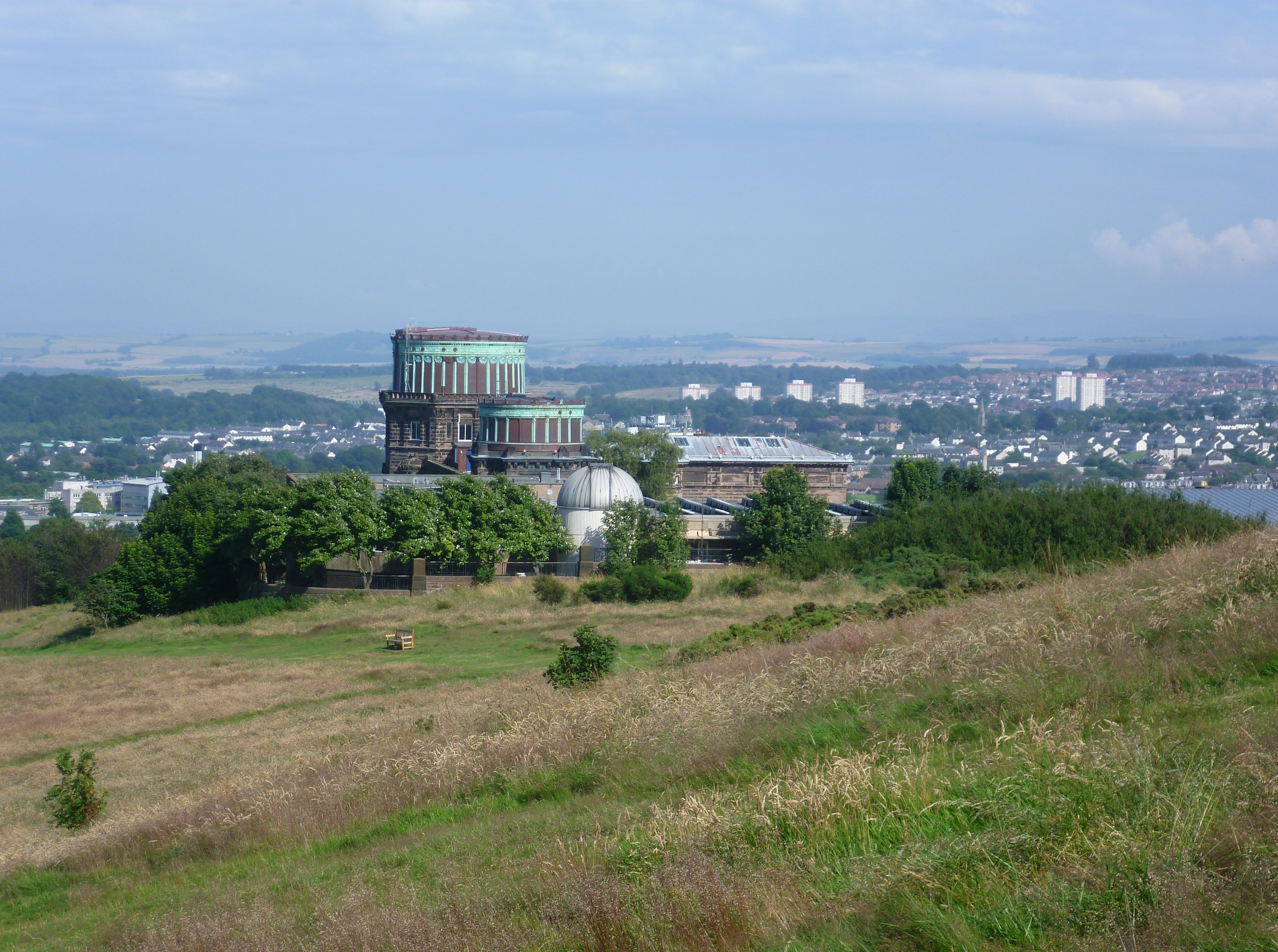
L'Observatoire royal d'Édimbourg.

L'Observatoire royal d'Édimbourg est situé près du sommet de la colline. Au sommet de Blackford Hill se trouvent également un émetteur radio de la police et une station météo. À l'est de la colline, près de l'observatoire, se trouve le parc de golf Craigmillar, tandis que les jardins familiaux de Midmar et l'étang Blackford sont adjacents à la colline du côté nord.

### Hydrographie
Le Braid Burn est le principal cours d'eau de la région et s'étend sur environ 3 km à travers la réserve naturelle. Le tronçon qui traverse la réserve naturelle fait environ la moitié de ses 32 kilomètres, qui part d'une source dans les collines de Pentland pour atteindre l'embouchure de Portobello. 
L'étang Blackford Pond est situé au nord de la colline ; c'est une destination populaire auprès des familles.

### Faune et flore
La flore et la faune sont assez variées, ce qui est important car il s'agit d'une zone de la ceinture verte d'Édimbourg. Environ la moitié de la superficie est constituée de prairies naturelles.
Environ 12 hectares de forêt mature couvrent la colline, ainsi que quelques nouveaux arbres plantés sur un monticule de décharge récupéré, planté à la fin des années 1990 dans le cadre du Millennium Forest Community Woodland.

## Histoire
Sur la partie supérieure de la colline se trouve une ancienne forteresse qui est protégée en tant que monument classé.
Blackford Hill a été achetée par l'Edinburgh Corporation en 1884 et le domaine adjacent de l'Ermitage de Braid a été donné à la ville d'Édimbourg en 1938 par son dernier propriétaire, John McDougal. Le don a permis d'utiliser l'Ermitage comme « parc public ou zone de loisirs au profit des citoyens ». Le conseil municipal d'Édimbourg reste propriétaire du parc et est principalement responsable de son entretien.